# Sông Nhùng
Sông Nhùng là phụ lưu của sông Vĩnh Định trong hệ thống sông Thạch Hãn. Sông Nhùng chảy ở các huyện Đakrông và Hải Lăng tỉnh Quảng Trị, Việt Nam.

## Dòng chảy
Sông Nhùng bắt nguồn từ hợp lưu các suối ở phần nam của xã Ba Lòng huyện Đakrông, chảy uốn lượn về đông bắc 16°33′49″B 107°05′32″Đ / 16,56361°B 107,09222°Đ.
Sang huyện Hải Lăng đến thị trấn Diên Sanh thì đổi hướng đông - đông bắc. Đến xã Hải Quy thì hợp với sông Vĩnh Định và đổ vào sông Thạch Hãn .